# William F. Marcuson III
William F. Marcuson III (* 1941 in North Carolina) ist ein US-amerikanischer Bauingenieur (Geotechnik).
Marcuson studierte Bauingenieurwesen am Citadel Militärcollege (Bachelor 1963) und an der Michigan State University (Masterabschluss 1964). 1970 wurde er an der North Carolina State University in Geotechnik promoviert und war danach an der Waterways Experimental Station (WSE) des United States Army Corps of Engineers in Vicksburg, Mississippi. 1981 bis zu seinem Ruhestand 2000 war er dort Direktor des Geotechnischen Labors. Er hat ein eigenes Ingenieurbüro W.F.Marcuson III and Associates.
Er befasste sich insbesondere mit Erdbeben-gerechtem Bauen von Dämmen und der Analyse des Verhaltens von Dämmen bei Erdbeben sowie mit Liquefaktion.
1999 war er Terzaghi Lecturer. Er war Präsident der American Society of Civil Engineers (ASCE) und ist deren Ehrenmitglied.